# Харрелл, Том

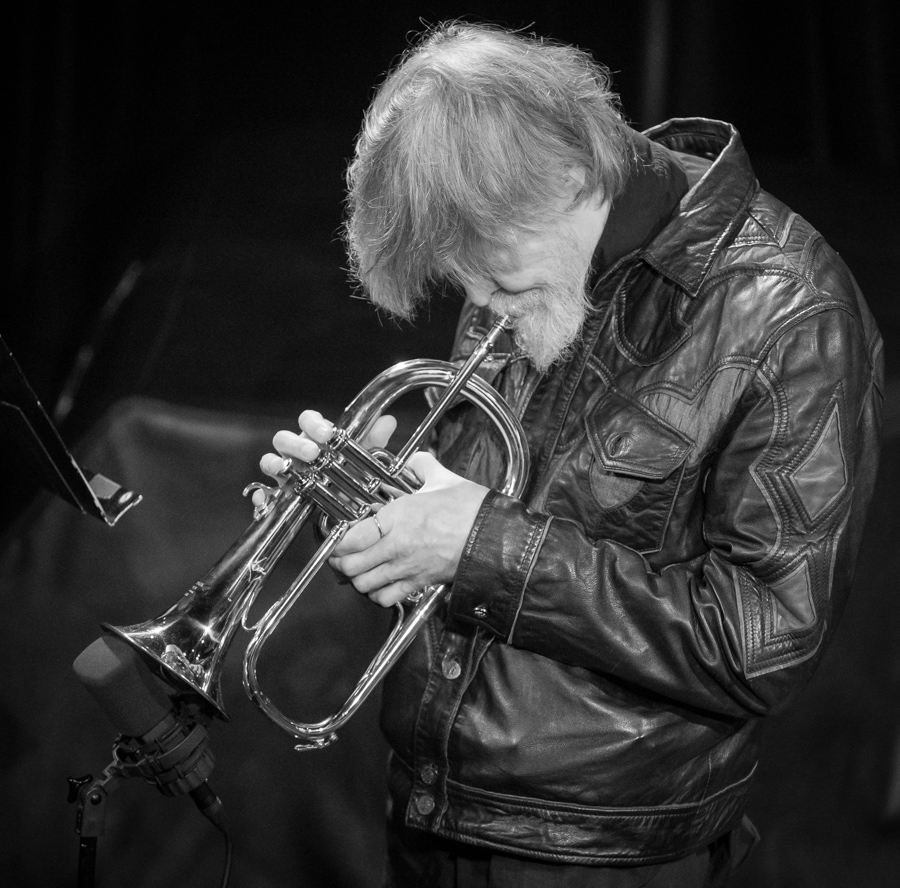
Tom Harrell (2017)

Том Харрелл (англ. Tom Harrell; род. 16 июня 1946, Эрбана, США) — американский джазовый музыкант (трубач) и композитор.

## Биография
Т. Харрелл учится играть на трубе ещё в 8-летнем возрасте. После переезда с родителями в Сан-Франциско, с 13-ти лет играет в молодёжной джазовой группе. В 1969 году он оканчивает обучение в Стэнфордском университете и начинает играть в оркестре Стена Кентона. Вместе с оркестром участвует в многочисленных концертных турне и записях. После ухода от Кентона Харрелл играет в Вуди Герман Биг-Бэнд (в 1970—1971 годах), квинтете Хораса Сильвера (1973—1974), 

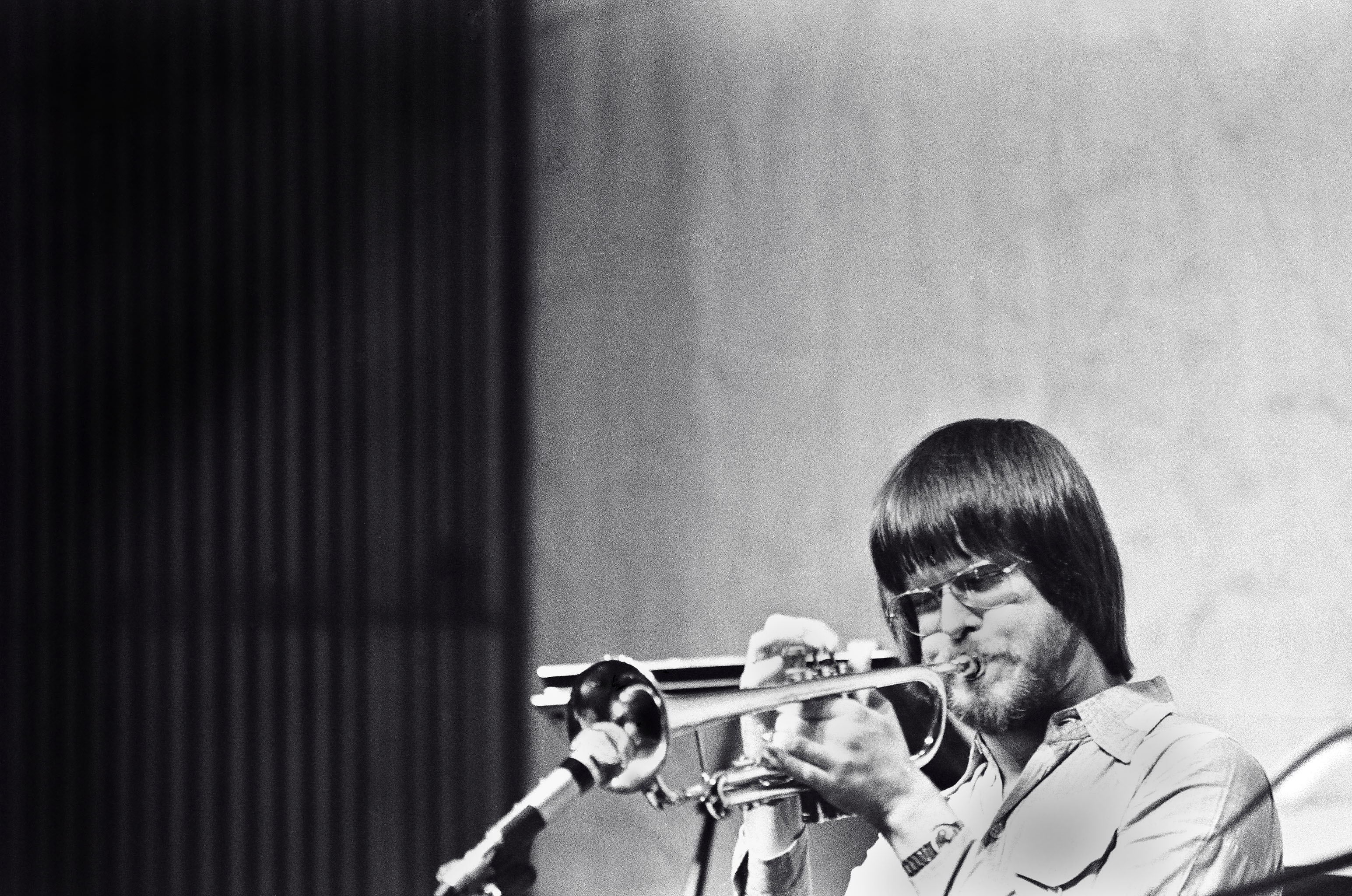

Сэмюэль Джонс Биг Бэнд, с саксофонистом Ли Коницем, в оркестре Мела Левиса, с Джорджем Расселом и в Либерасьон Музик Оркестра Чарли Хейдена.
Кроме этого, Т. Харрелл делает джазовые записи с пианистом Биллом Эвансом, трубачом Диззи Гиллеспи, тромбонистом Бобом Букмейером, ударником Лайонелом Хэнтоном. В 1983—1989 музыкант становится центральной фигурой джазового квинтета Фила Вудса, гастролирует с ним по всему свету и делает многочисленные звукозаписи. Под влиянием Вудса занимается также композиторской работой.
В 1989 году Харрелл организовывает собственный джаз-бэнд (квинтет) и не пропускает в своих выступлениях ни одного джаз-фестиваля или известного джаз-клуба. При записи джазовых композиций он сотрудничает с Кенни Гарретом, Джоном Скофилдом, Джо Ловано, Данило Пересом, Артом Фармером и другими известными джазменами.
Свои последние композиции Light On (2007) и Prana Dance (2009) Т. Харрелл играет в квинтете с Уэйном Эскоффери (тенор-саксофон), Дэнни Гиссетом (клавишные), Угонна Окегво (бас) и Джонатаном Блейком (ударные). Кроме джаз-трубы Т. Харрелл играет также на флюгельгорне.
Последние годы Т. Харрелл болен параноидной шизофренией и вынужден принимать психотропные препараты.